# La família Cebolleta
La família Cebolleta és una tira còmica de personatges de ficció de l'escola Bruguera creada per Manuel Vázquez que va publicar-se a El DDT des del primer número de la col·lecció, el 1951, amb grans modificacions en el grafisme per adaptar-se al canvi dels temps, ja que va anar apareixent en diverses publicacions fins als anys 70. Narra la convivència d'una família en la postguerra amb un humor basat en les desavinences generacionals. La sèrie continua la tradició historietística de reflectir les aventures dels membres d'una família, com ja passava amb La familia Ulises, de Joaquim Buïgas i Garriga i Marí Benejam, que va aparèixer al TBO el 1944 (amb continuïtat des de 1945), i La família Pepe, de Juan García Iranzo (1947), aquesta última publicada al Pulgarcito de l'editorial Bruguera, on també col·laborava Vázquez. A diferència d'aquestes, una característica continuada és la gairebé nul·la interdependència entre els membres de la família, que van cadascun pel seu costat, i que quan es relacionen és perquè sorgeixi un conflicte.
Vázquez juga en aquesta sèrie a destruir la imatge de la llar familiar com a refugi de la pau casolana. Un dels mecanismes humorístics d'aquesta sèrie és l'intent continu de sortir de cop de la mediocritat i de les angoixes econòmiques. D'entre els incordis que en Rosendo, el pare de família, patia al tornar a la seva llar hi ha l'avi, personatge secundari i monotemàtic que té l'obsessió i la necessitat constants d'explicar les batalletes en les que va participar o que s'imagina que va participar. Va ser precisament aquesta mania que el va convertir en un personatge popular, i ell i les seves batalletes van passar a ser referència dels “pesats” que s'obstinaven a explicar als altres suposades gestes amb la frase: “Expliques més batalletes que l'avi Cebolleta”. Els Cebolleta van patir la censura, i la seva visió càustica de la realitat va canviar a partir de 1955.

## Trajectòria editorial
Va començar a publicar-se a El DDT però, com va passar amb gairebé totes elles, La familia Cebolleta no va poder sostreure’s de la indisciplina de l'autor, molt irregular en el lliurament dels seus treballs, i que abandonava els seus personatges sense previ avís. Per aquesta raó, moltes de les historietes d'aquesta sèrie publicades entre 1962 i 1965 a El DDT van ser escrites i dibuixades per autors que no en signaven les pàgines. Alguns d'aquests dibuixants van ser Blas Sanchis o Martz-Schmidt. Va desaparèixer finalment de la capçalera quan aquesta es va reconvertir en una revista d'humor per a adults de gran format, una etapa situada entre 1965 i 1966. Vázquez va realitzar algunes noves entregues, publicades a Pulgarcito, però la sèrie no va reaparèixer totalment fins al 1967 amb el naixement de la tercera etapa de DDT (ara sense l'article). Va ser un dels millors moments creatius de Vázquez, que va realitzar en aquella època algunes de les seves historietes més brillants. La familia Cebolleta va continuar publicant-se entrada la dècada dels setanta a Tío Vivo, i es va convertir a partir d'aquell moment en una presència habitual en diverses capçaleres, però la majoria de pàgines eren reedicions de les publicades en dècades anteriors.

## Personatges
Els personatges de la sèrie d'historietes són: 
- Rosendo Cebolleta és el pare i és qui mou la trama de la tira i l'únic personatge que apareix a tota la sèrie. Es tracta d'un home poc exigent que es conformaria, si pogués, amb llegir tranquil·lament el diari a la seva embogida llar (tasca sempre frustrada i un dels motors còmics). Mancat de dots de comandament, evoca indiferència tant en l'entorn familiar com en el professional, on les seves dots d'adular l'empresari de torn no el salven d'un treball excessiu i frustrant.[3] Sempre amb problemes amb la feina (una crítica al sistema i a la pobresa molt present en les tires de l'època) i intentant conciliar una família complicada o descansar llegint. És calv i porta bigoti i llacet.
- l'avi Cebolleta, un personatge que ha passat a la cultura popular per les batalletes o històries de la seva joventut que explica sense parar, especialment de caràcter militar. La resta de parents s'esforça a esquivar-lo i un gag recurrent és que apareix enmig dels mobles o d'un problema per intentar seguir la seva narració, indiferent a la reacció que provoca. L'únic que sembla entendre'l és el lloro Jeremías (sembla que inspirat en José Carioca, el lloro mexicà de Walt Disney). Aquest és un animal molt xerraire i fumador, indolent i donat a la filosofia, amb un cert toc de cinisme.
- Leonor (originalment Laura)[2] representa l'arquetip de la mestressa de casa i acostuma a tenir un paper secundari. Sap treure profit de la ingenuïtat del seu marit.
- Diógenes: un nen petit que és alhora entremaliat i setciències, actua com a personatge còmic amb un paper hereu del bufó o graciós del teatre castellà. Inicialment era estudiós i un lector voraç calv amb ulleres i posteriorment passa a ser ros i entremaliat.
- Pocholita o Lolita: la germana gran, apareix poc i només durant els primers lliuremants i ho fa per lluir modelets i tipus, a la recerca d'un nuvi amb el que casar-se. La seva darrera aparició va ser en 1956, molt probablement per la censura.[2]